# Priklon (gib)
Priklón je gib, ki izraža pozdrav ali spoštovanje. Osnovna sestavina priklona je upogib glave in nog. Dvorni bonton je nekoč predpisoval različne umetelne gibe, zlasti pri srečanju z nadrejeno osebo ali kronano glavo. Še danes je pri srečanju z britanskim kraljem ali kraljico predpisan za moške poklon brez upogibanja nog, za ženske pa priklonček z upogibanjem kolen.
Veliko umetelnih priklonov vidimo v klasičnem baletu (révérence, grand révérence), je tudi obvezni gib pri četvorki, ter dresurni gib za konje in pse.